# Mil Mi-24
Le Mi-24 (code OTAN Hind) est un hélicoptère d'attaque soviétique du constructeur Mil avec une capacité de transport léger.
Plus de 2 500 exemplaires du Hind ont été produits et vendus à travers le monde. Ils ont été engagés dans de nombreux conflits, dont la guerre soviétique en Afghanistan, la guerre Iran-Irak, les guerres de Tchétchénie, en Côte d'Ivoire (de 2002 à 2004), au Tchad en 2008, et en Ukraine à partir de 2022.

## Développement
Au début des années 1960, l’idée de disposer de l’équivalent volant d’un véhicule de combat d'infanterie germe au sein de l’Armée rouge. L’un des avocats de cette idée est le général Mikhaïl Leontievitch Mil, dirigeant du bureau d’étude OKB-329, aussi appelé bureau Mil, du nom de son fondateur et dirigeant. Après quelques années passées à mûrir le concept, Mil dévoile en 1966 dans son usine de Panki, près de Moscou, le V-24, un hélicoptère de combat basé sur un projet d’hélicoptère utilitaire, le V-22. L’appareil présenté est alors une maquette, dont l’objectif est essentiellement de matérialiser le concept d’un hélicoptère de transport de troupes lourdement armé et blindé. À ce titre, le V-24 est effectivement bien doté avec un armement composé de deux canons GSh-23L, quatre à six missiles antichar, deux à quatre paniers contenant chacun seize roquettes S-5, tandis que huit soldats et deux membres d’équipage peuvent prendre place dans la cabine blindée,.
La démonstration de Mil ne rencontre pas immédiatement le succès escompté, de nombreux généraux, notamment le maréchal Rodion Malinovski, alors ministre de la défense, ne croyant pas à l’avenir de telles armes. Il parvient néanmoins à convaincre en 1967 le maréchal Andreï Gretchko d’établir une commission pour se prononcer sur la question, celle-ci décidant finalement le 29 mars 1967, malgré des avis très partagés, de lancer un appel à proposition pour un hélicoptère de soutien. Mil, qui s’était préparé à une telle éventualité, propose rapidement deux concepts initiaux : un hélicoptère léger de sept tonnes ayant un seul moteur et un lourd de plus de dix tonnes disposant de deux moteurs. Cependant, Kamov, le bureau de développement rival de Mil, propose également de son côté un projet moins couteux, dérivé du Ka-25. C’est finalement la proposition d’hélicoptère lourd de Mil qui est retenue le 6 mai 1968, à la condition toutefois que de nombreuses modifications soient effectuées sur l’armement, la priorité devant notamment être accordée aux missiles, les canons étant considérés par les généraux soviétiques comme dépassés dans la lutte antichar,.
Mil construit dans un premier temps une maquette à taille réelle, qui est approuvée par l’armée de l’air en février 1969. Un premier prototype est ensuite construit et livré en juin 1969, cette rapidité s’expliquant par l’utilisation de composants provenant du Mi-14, en particulier les moteurs et le rotor. Les essais en vol libre débutent le 19 septembre 1969, le premier prototype étant rapidement rejoint par un second, puis par dix exemplaires d’essai. Les vols de test alternent avec des vols de démonstration devant démontrer à l’état-major l’efficacité du nouvel appareil. C’est pendant l’une de ces démonstrations qu’un des appareils s’écrasa à la suite d’une erreur de pilotage, tuant toutes les personnes à bord. Cet accident n’empêche pas les tests de validation de commencer quelques mois plus tard, en juin 1970, ceux-ci révélant toutefois d’importants problèmes de stabilité ainsi que des difficultés liées à l’emplacement de l’armement.
La production en série débuta en 1972 ; c'est seulement à ce moment-là que les occidentaux découvrirent l'existence du projet et seulement en 1974 que les premières photos leurs parvinrent.
Les Mi-24 étaient assemblés dans les usines de Rostov-sur-le-Don et d'Arseniev.

## Records
Le Mi-24 a établi plusieurs records comme les suivants :
- Record de vitesse sur un parcours de 15 à 25 km (hélicoptère, féminin) : établi par Galina Rastorgoueva et Ludmila Polyanskaya, le 16 juillet 1975, avec une vitesse de 341,320 km/h[9].

- Record de vitesse sur un circuit fermé de 100 kilomètres (hélicoptères, féminin) : établi par Galina Rastorgoueva, le 18 juillet 1975, avec une vitesse de 334,464 km/h[9].

- Record de vitesse sur un circuit fermé de 500 km (hélicoptères) : établi par Galina Rastorgoueva, le 1er août 1975, avec une vitesse de 331,023 km/h[9].

- Record de vitesse sur un circuit fermé de 1 000 km (hélicoptères) : établi par Galina Rastorgoueva, le 13 août 1975, avec une vitesse de 332,646 km/h[9].

- Enregistrement du temps de passage en hauteur (hélicoptères, féminin) :
  - établi par Galina Rastorgoueva, le 8 août 1975, à 3 000 m, pendant 2 min 33,5 s[9] ;
  - établi par Galina Rastorgoueva, le 26 août 1975, à 6 000 m, pendant 7 min 43,0 s[9].

## Versions

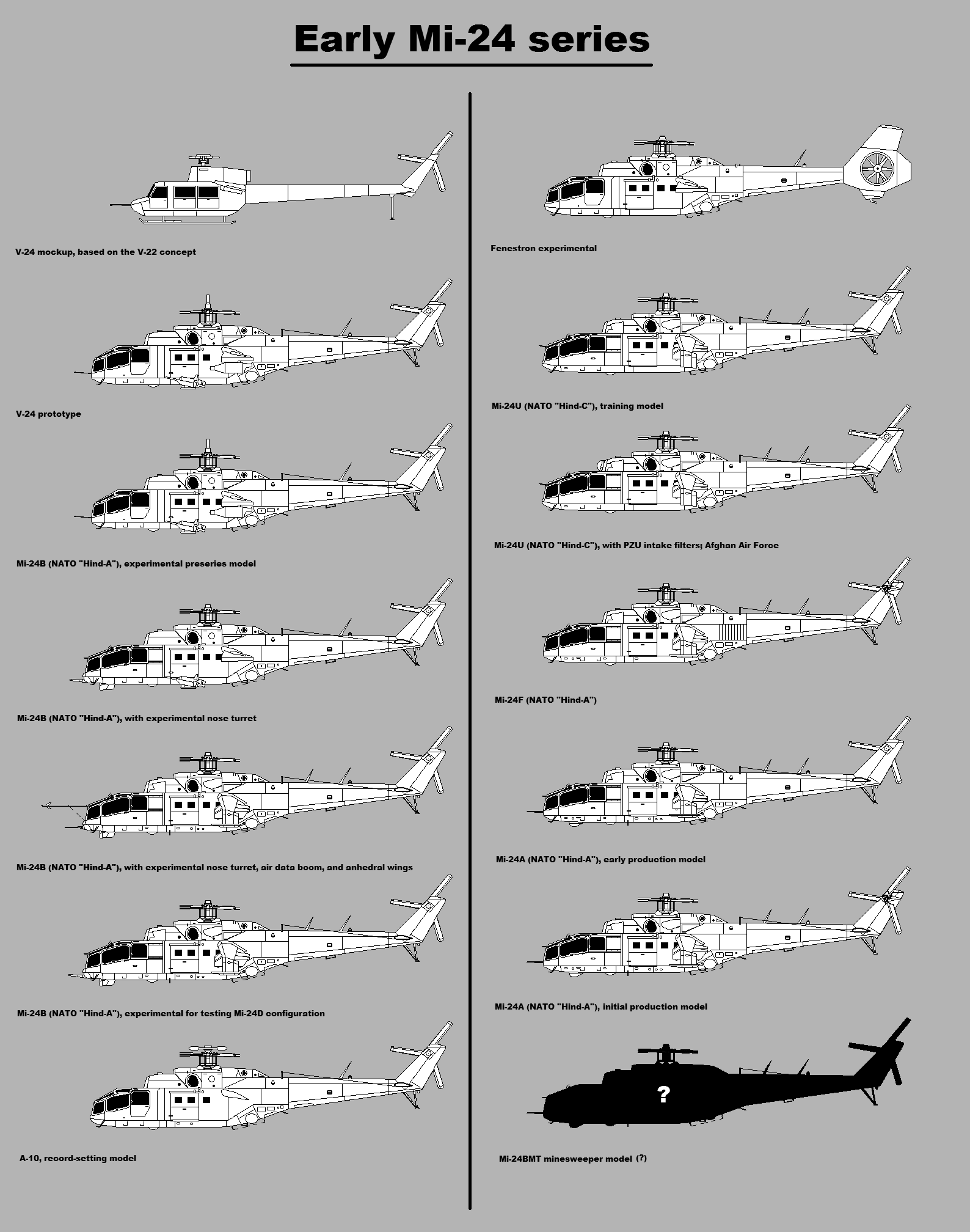
Dessins de profil des versions du Mi-24

### Versions de série
- Mi-24 (appelée V-24 par Mil et aussi codée Izdéliyé 240) Hind-B : prototypes et appareils de présérie avec ailes horizontales et sans point d'emport de missiles (seulement 4 points type BD3-57Kr-V pour roquettes). Rotor de queue du côté droit. Premier vol en 1969. Elle a été appelée Hind-B par l'OTAN car elle a été découverte après le Mi-24 de série.
  - A-10 : V-24 modifiée en 1975 comme version de records : ailes supprimées. Plusieurs records franchis par un équipage féminin. Tests ultérieurs avec un fenestron.
- Mi-24A (Izdéliyé 245) Hind-A : version de série avec ailes inclinées comportant des points d'emport pour missiles antichars 9M17M (AT-2B Swatter) guidés manuellement avec le système 9K8 Falanga-M (alias Skorpion) ; cockpit redessiné avec un équipage de trois personnes; Montage mobile de mitrailleuse NUV-1 avec mitrailleuse à tube unique Afanasyev TKB-481 de calibre 12,7 mm. Deux prototypes construits en greffant le nouveau nez sur des V-24. Production à l'usine d'Arseniev à partir de 1970.
- Mi-24B (Izdéliyé 241) Hind-A : version légèrement améliorée avec « imagerie infrarouge frontale » (acronyme FLIR en anglais) et TV bas niveau de lumière gyrostabilisés, mitrailleuse Yakoushev/Borzov 9A624 (alias TKB-063) quadritube de calibre 12,7 mm montée dans une tourelle USPU-24, missiles 9M17P (AT-2C Swatter) à guidage SACLOS 9K8 Falanga-PV (alias Fleyta). Un prototype construit à partir d'un MI624A mais le projet a été abandonné et remplacé par le Mi-24D.
- Mi-24U (Izdéliyé 241) Hind-C : version d'entraînement sans canon ni point d'emport sous les ailes
- Mi-24F (Izdéliyé 245M) Hind-A : nouveau rotor de queue sur le côté gauche plus efficace ; ce rotor sera monté sur toutes les versions suivantes du Mi-24. Modifications mineures : antenne de l'IFF SRO-2M Khrom Odd Rods déplacée sur le radiateur d'huile, échappement de l'APU allongé et courbé vers le bas, sept nervures de rigidification ajoutées sur le fuselage près des ailes.

La production des Mi-24 avec cockpit anguleux fut d'environ 240 appareils et prit fin en 1974.
- Mi-24D (Izdéliyé 246) Hind-D : version intermédiaire en attente du Mi-24V (le missile 9M114 [AT-6 Spiral] n'était pas opérationnel). Optimisée pour l'attaque mais conservant la cabine de huit places dans le fuselage ; l'avant complètement refait avec cockpit biplace en tandem (tireur à l'avant, pilote à l'arrière) dans des cockpits blindés. Système d'armes hérité des Mi-24A/B (fuseau de visée optronique KPS-53A, longue sonde de données aérodynamiques, tourelle de mitrailleuse USPU-24, missiles 9M17P (AT-2C Swatter) avec système de guidage Falanga-P), possibilité de fixer des réservoirs de carburant largables de 500 litres sur les points d'emport d'armement, train d'atterrissage modifié. Premier vol en 1973. Environ 350 appareils construits.
  - Mi-25 : version export du Mi-24D. Les appareils destinés à l'Afghanistan, l'Angola, à Cuba, à l'Inde et au Pérou (liste non exhaustive) sont de ce type.
  - Mi-24DU (Izdéliyé 249) : version d'entraînement à double commande et sans tourelle mitrailleuse.
  - Mi-24PTRK : banc d'essai en vol pour le système de tir 9K113 Shturm-V pour le missile 9M114.

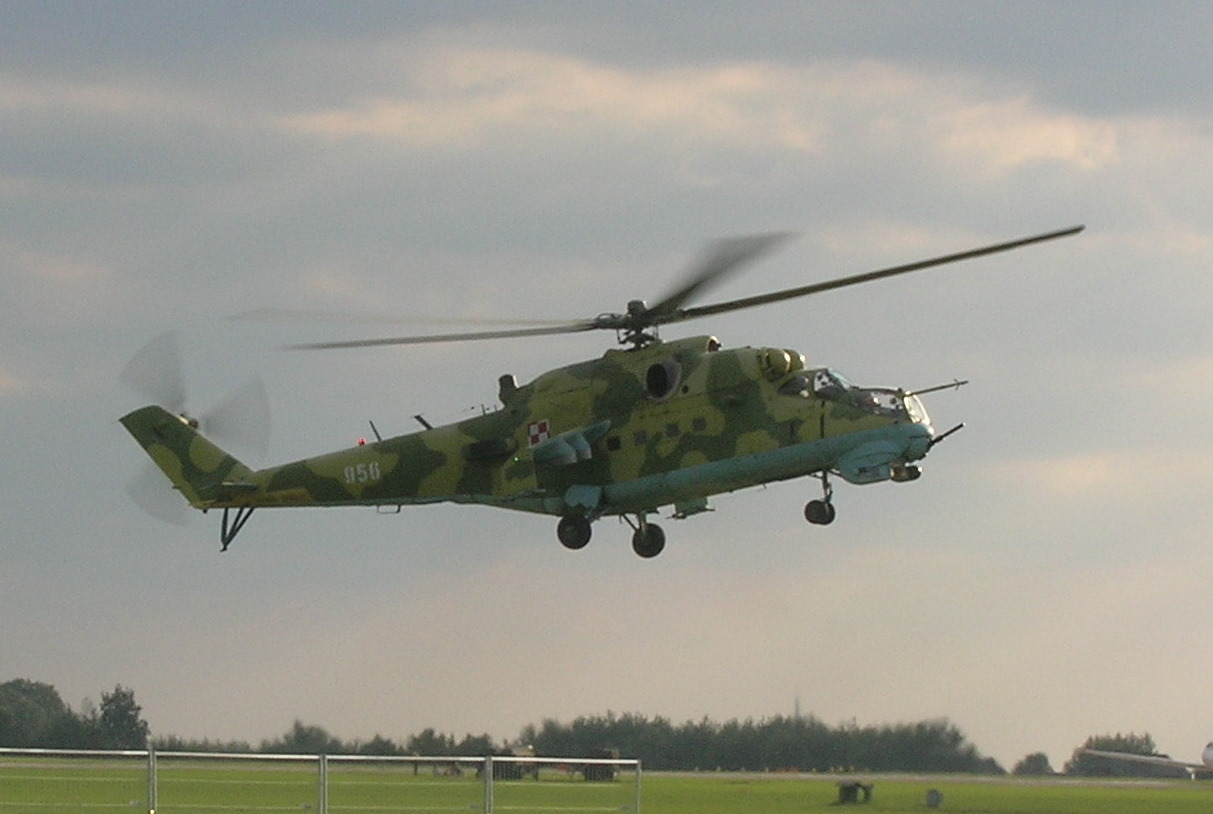
Mil Mi-24 de l'armée polonaise.

- Mi-24V (Izdéliyé 242) Hind-E : version spécialisée dans le combat (bien que le compartiment à passagers soit conservé). Moteurs TV3-117V améliorés de 2 190 ch, utilisés avec des filtres PZU depuis 1981 et des disperseurs d'infrarouge à partir de 1984 (surtout en Afghanistan) ; de plus un brouilleur IR L-166V-11E Ispanka ou SOEP-V1A Lipa est monté à l'arrière des moteurs. Sur les derniers appareils, montage du détecteur de radar L-006LM Beryoza et remplacement de l'IFF par le SRO-1P Parol ; montage des radios VHF R-863 et R-828. Viseur ASP-17V pour le pilote, affichage tête haute HUD pour le tireur ; système de guidage 9K113 Shturm-V des missiles plus volumineux sous le cockpit combiné aux missiles 9M114 (AT-6 Spiral). Utilisation possible de missiles air-air R-60 (AA-8 Aphid), mais leurs faibles performances contre des objectifs à basse altitude à émissions IR limitées (en fait les adversaires aériens que le Hind pourrait rencontrer en opération) firent qu'ils n'ont pas armé les Mi-24 dans les unités. Toutefois, après l'atterrissage du pilote allemand Mathias Rust en Cessna sur la Place Rouge à Moscou le 28 mai 1987, des unités de Mi-24V ont été équipées de R-60 et utilisées pour l'interception de cibles venant de la Baltique à basse altitude. Les livraisons de l'appareil ont commencé le 29 mars 1976 ; environ 1 000 appareils ont été produits aux usines d'Arseniev et de Rostov-sur-le-Don de 1976 à 1986.
  - Mi-35 : version export
  - Mi-24VD (D pour Dorabotanni, Terminator) : banc d'essai en vol produit en 1985 pour tester un armement tirant vers l'arrière. En effet, en Afghanistan les Mi-24 avaient pour tactique de foncer sur leur objectif en le mitraillant, puis le dépasser, faire demi-tour et recommencer. Les moudjahidines avaient tendance à se mettre à couvert pendant la phase de tir pour ensuite tirer sur le Mi-24 lorsqu'il les avait dépassés. Des mitrailleuses pointées vers l'arrière avaient été bricolées dans les unités. Le Mi-24VD avait une gondole avec des mitrailleuses Outyos NSVT de calibre 12,7 mm a été installée à l'arrière de la baie arrière à avionique. Le mitrailleur devait entrer dans la tourelle en vol, les jambes se plaçaient dans un "pantalon" en toile caoutchoutée et pendaient dans le vide. Le projet a été abandonné en 1986.
  - Mi-24VP' Hind-E Mod. : version avec canon bitube de calibre 23 mm en tourelle mobile, pour remplacer Mi-24P, mais seuls 25 exemplaires furent produits.

- Mi-24P (P pour Pushka, canon; Izdelie 243) Hind-F : version développée à partir de 1974 avec un canon bitube GSh-30K de calibre 30 mm avec 250 obus, fixé sur le côté droit, 20 roquettes de 122 mm S-13 et quatre missiles Kokon (AT-6 Spiral). Environ 620 exemplaires produits de 1981 à 1989.
  - Mi-35P : version export
  - Mi-24PS : version spéciale pour le ministère de l'Intérieur russe
  - Mi-24G : version avec canon déplacé

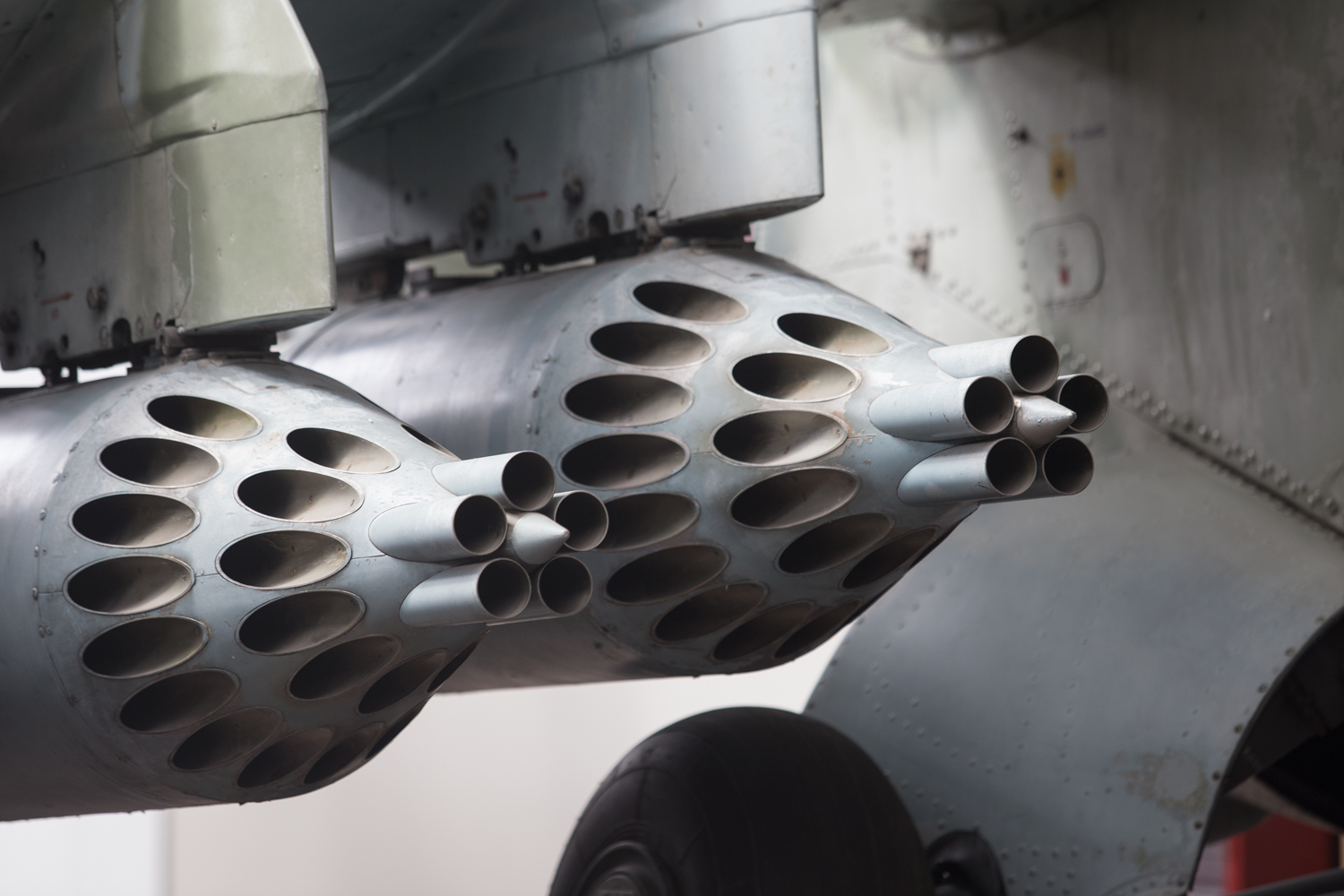
Paniers à roquettes UB-32.

  - Paniers à roquettes UB-32.Mi-24PN : version modernisée par Rosvertol du Mi-24P, dotée de capacités d'attaques nocturnes, d'un FLIR Zarevo, d'un nouveau système d'armes BREO-24 et d'une nouvelle avionique. Il peut être armé des missiles antichars Chtourm et Ataka, de roquettes et d'un canon bitube de calibre 23 mm. Les premiers appareils ont équipé l'armée russe début 2004.
- Mi-24KhRK Hind-G1
  - Mi-24RA Hind-G1 Mod.
- Mi-24K Hind-G2 : Version équipée de caméras. Environ 120 furent produits.
- Mi-24BMT : version utilisée pour le déminage.

### Mises à jour
- Mil M-24VM (export Mi-35M) Hind-J
  - Mil M-24VK-1
  - Mil M-24VK-2

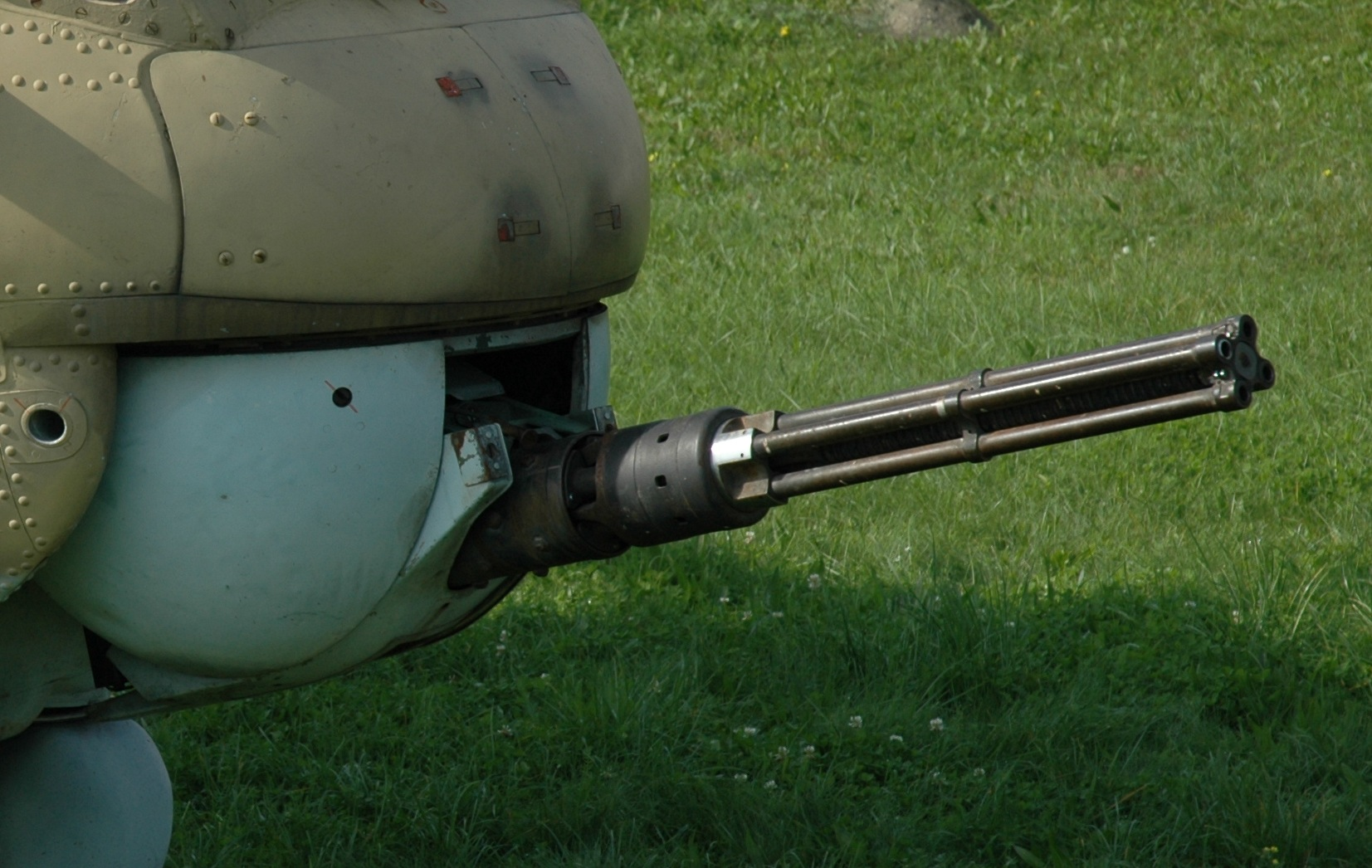
Mitrailleuse multitube Yakushev-Borzov YakB de calibre 12.7 mm à l'avant d'un Mi-24

  - Mil Mi-35M. Version export. Fin octobre 2008, le Brésil a signé avec l'agence moscovite Rosoboronexport un contrat d'environ 300 millions U$D, portant sur l'achat de 12 Mil Mi-35M (préféré à l'Agusta-Westland AW129), désigné localement AH-2 Sabre, un lot important de pièces détachées, d'armements et une assistance à la formation des équipages. C'est la première vente de matériel de combat réalisée par la Russie au Brésil. L'avionique sera fournie par la firme israélienne Elbit Systems.

- Tamam Mi-24 HMOSP "Mission-24" : nouvelle avionique compatible avec des armements occidentaux
- Mil Mi-24 Mk. II et Mi-24 Mk. III Super-Hind. Modernisation sud-africaine proposée par ATE (Advanced Technologies and Engineering) depuis les années 1990. Il consiste en un ensemble d'améliorations portant sur la réduction du poids, l'avionique, les contremesures et les performances. L'armement en tourelle est remplacé par un canon à tube unique Vektor F2 de calibre 20mm et les missiles russes sont remplacés par des ZT-3 Ingwe sud-africains ou des Baryer ukrainiens. La version modernisée Super Hind a été achetée par l'Algérie, l'Azerbaïdjan et le Niger.
- Sagem

## Engagement dans des conflits

### Guerre de l'Ogaden
La guerre de l'Ogaden (1977-1978) fut la première utilisation du Mi-24 dans un conflit armé. L'Éthiopie engagea ses Mi-24 contre la Somalie. Les hélicoptères faisaient partie d'un envoi massif d'équipement militaire par l'Union soviétique.

### Guerre entre le Cambodge et le Viêt Nam
En 1978, les Mi-24A de l'armée de l'air du Viêt Nam attaquèrent les postes et installations des Khmers rouges au Cambodge. Les frappes continuèrent jusqu'en 1986, année durant laquelle les forces khmères furent repoussées jusqu'à la frontière thaïlandaise.

Un Mi-35 Hind de la force aérienne afghane durant une sortie d'entraînement en 2009

### Guerre d'Afghanistan
Entre 1979 et 1989, le Mi-24 fut massivement employé en Afghanistan par les forces soviétiques. Sa puissance de frappe était déployée pour détruire les postes des combattants afghans. Mais la livraison par les États-Unis de missiles Stinger aux Moudjahiddin, en plus d'autres missiles de même type fournis par d'autres pays comme la Chine, rendit les Mi-24 et les Mi-8 beaucoup plus vulnérables.
Les pertes s'élevèrent à 333 hélicoptères Mi-24 lors des opérations aériennes. Un nombre inconnu d'appareils furent perdus à la suite de tirs depuis le sol. Le cockpit était fortement blindé et pouvait même supporter des projectiles d'un calibre .50 (12,7 mm), mais l'arrière de l'appareil était nettement plus vulnérable.
Les missiles Stinger étant guidés par la chaleur, ils atteignaient l'échappement situé au-dessous du rotor ce qui provoquait la désintégration quasi immédiate de l'appareil. Des contre-mesures et un système de détection de missiles furent ajoutés par la suite dans tous les appareils soviétiques (Mi-4, Mi-8 et Mi-24).
Les combattants afghans surnommaient le Mi-24, le « chariot de Satan » (en arabe : « عربة الشيطان », Shaitan-Arba).
Après l'intervention américaine en Afghanistan, la Force internationale d'assistance et de sécurité (ISAF) a estimé que le Mi-24 était pourtant l'appareil le plus adapté aux besoins de l'Afghan Air Corps. Aux 12 appareils en service à l'automne 2008 se sont ajoutés 6 appareils provenant des surplus tchèques livrés à Kaboul le 1er décembre 2008.

### Guerre Iran-Irak
L'aviation de l'armée de terre irakienne utilisa ses Mi-24 dans sa guerre contre l'Iran. Les médias occidentaux ont notamment repris des déclarations irakiennes selon lesquelles les Hind avaient affronté à plusieurs reprises des AH-1J SeaCobra iraniens achetés au temps du Shah, et qu'en octobre 1982, un Mi-24 irakien avait abattu un F-4 Phantom II iranien avec un missile antichar. Cependant, d'anciens pilotes irakiens interrogés ne se souviennent pas d'un tel évènement et pensent qu'il s'agit d'une invention.
Les pilotes irakiens appréciaient la distance franchissable, l'armement, la vitesse et la visibilité du Mi-24, mais pas la grosse taille et le manque d'agilité de l'appareil, ni le manque de précision de son système d'armes. Les Hind irakiens furent peu utilisés dans un rôle antichar, le seul missile antichar dont ils disposaient, le 9M17 Fleyta (en), manquant de précision. À partir de l'été 1982, les Mi-24 furent utilisés avec des hélicoptères SA.342L Gazelle en équipes « hunter/killer » : les Mi-24 attaquaient en premier des positions iraniennes à la roquette de 57 mm, essayant de neutraliser les positions antiaériennes ; les Gazelle suivaient, profitant de la confusion pour utiliser leurs missiles antichars HOT contre des chars iraniens.

### Guerre civile au Nicaragua
Au début des années 1980, les Mi-24 furent utilisés par l'armée sandiniste au Nicaragua.

### Guerre civile du Sri Lanka
La force indienne de maintien de la paix (1987-1990) au Sri Lanka était composée de Mi-24 qui permirent de détruire et limiter l'expansion des troupes tamoules. Depuis 1991 et jusqu'à ce jour, l'armée aérienne du Sri Lanka utilise des Mi-24/35P et des Mi-24V/35. Ils ont été mis à jour avec du matériel électronique israélien.

### Guerre du Golfe
Pendant l'invasion du Koweït par l'Irak, une partie seulement des Mi-24 irakiens fut déployée. Saddam Hussein ne les employa pas en totalité afin de toujours en disposer après la guerre. Des hélicoptères furent envoyés près de la frontière iranienne, avec d'autres appareils irakiens, dans l'espoir d'éviter leur destruction au sol. Mais les Iraniens s'emparèrent de cette flotte et l'utilisèrent dans leur propre armée[réf. nécessaire]. Les appareils restants servirent ensuite contre l'insurrection en Irak de 1991.

### Croatie
Ils furent utilisés durant l'opération Tempête en 1995, mais avaient déjà été employés en Croatie en 1993.

### Macédoine
Entre février et août 2001, l'armée de Macédoine a utilisé ses Mi-24V (fournis par l'Ukraine) contre les combattants indépendantistes lors de l'insurrection albanaise de 2001 en Macédoine.

### Tchétchénie
Pendant la première et la seconde guerre en Tchétchénie, les Mi-24 russes subirent des pertes importantes. Plus vulnérables aux tactiques de guérilla des combattants tchétchènes, on suppose qu'une dizaine d'hélicoptères furent abattus ou s'écrasèrent. Ces pertes seraient en partie dues au mauvais entretien d'une flotte peu à peu obsolète face à l'armement antiaérien moderne.

### Soudan
En 1995, les forces aériennes soudanaises firent l'acquisition de 6 Mi-24. Ils furent utilisés dans le sud du pays et dans les montagnes nubiennes contre le SPLA. Au moins deux appareils furent détruits en dehors des combats pendant la première année de l'engagement mais pourraient avoir été remplacés.
Douze autres exemplaires furent livrés en 2001 et utilisés de manière intensive dans les champs pétroliers du sud. Ils ont également été engagés dans le conflit du Darfour dès 2004.

### Congo
L'armée de l'air indienne engagea ses Mi-25/35 dans la mission de maintien de la paix de l'ONU en République démocratique du Congo.

### Guerre d'Irak
Les troupes polonaises utilisent six Mi-24D depuis novembre 2004. L'un des appareils s'est écrasé le 18 juillet 2006 dans une base aérienne à Al Diwaniyah. Après la fin de sa mission, la Pologne va probablement céder ses appareils à la nouvelle armée irakienne.

### Tchad
Les troupes terrestres du président Idriss Déby dans la guerre civile tchadienne bénéficiaient en juin 2008 du soutien d'hélicoptères dont deux Mi-24/35 pilotés par des mercenaires, la logistique étant en partie assurée par des tchadiens. L'un d'eux se pose en catastrophe le 12 juin, brisant son rotor,.

### Côte d'Ivoire
Après l'éclatement de la rébellion en septembre 2002, le gouvernement en novembre de la même année se dote d'armes parmi lesquelles des Mi-24, manœuvrés par des pilotes biélorusses et sud-africains.
Le 6 novembre 2004, ces hélicoptères sont neutralisés sur la base de Yamoussoukro, après l'attaque, par des Soukhoï Su-25 ivoiriens, d’un camp militaire de la force d'interposition française à Bouaké opérant dans cadre de l'opération Licorne, tuant neuf soldats français et un Américain, et en blessant 37 autres. L'armée française a immédiatement réagi en neutralisant l'ensemble des forces aériennes ivoiriennes, soit plusieurs Mi-24/35 et deux Soukhoï Su-25.

### Ukraine
Des Mi-24 ont été utilisés par l'armée ukrainienne dans un assaut sur la ville de Slaviansk le 2 mai 2014 dans le cadre de la guerre du Donbass. Deux d'entre eux ont été abattus par les pro-russes.
Il est utilisé par les armées russe et ukrainienne lors de l'invasion de l'Ukraine par la Russie en 2022. Deux Mi-24 ukrainiens servent notamment lors d'une attaque contre le dépôt de carburant de Belgorod en Russie,.
Au 6 mars 2023, au moins 3 Mi-24P, 5 Mi-35M et un autre russe ont été détruits par l'armée ukrainienne et 3 autres endommagés. L'armée ukrainienne, à la même date, a perdu au moins 3 Mi-24 dont deux identifiés comme des Mi-24P.

### Syrie
Plusieurs appareils ont été et sont toujours employés par l'armée russe pour les opérations menées en Syrie, notamment dans les environs de Lattaquié. Un exemplaire de cette hélicoptère a été également aperçu dans le Nord de la Syrie pendant une patrouille conjointe entre l’armée turque et l’armée russe après les accords russo-turc de Sotchi.

### Burundi
Deux Mi-24 furent utilisés par les Forces armées burundaises contre les différentes rébellions durant la guerre civile de 1993-2007.

### Algérie
Les Mi-24 des Forces aériennes algériennes ont été utilisés pendant la Décennie noire (1992 - 2002). Deux Mi-24 sont utilisés pendant la Prise d'otages d'In Amenas (2013).

## Utilisateurs
| - Afghanistan - Albanie - Algérie 56 Mi-24MKIII modernisés par ATE (Advanced Technologies and Engineering) en combat de nuit par l'Afrique du Sud - Angola - Arménie - Azerbaïdjan - Biélorussie - Brésil 12 Mi-35M commandés en 2009 pour la force aérienne brésilienne. Les trois derniers exemplaires ont été réceptionnés début décembre 2014. Ils portent la désignation locale AH-2 Sabre et sont en service dans le 2e Escadron du 8e Groupe d’Aviation à Porto Velho dans le cadre de la lutte contre les narcotrafiquants. Retrait du service annoncé pour le 1er mars 2022 par cause de maintenance insuffisante de la part du constructeur. - Bulgarie - Burkina Faso 2 - Burundi 3 - Cambodge - Cameroun 2 - Chypre 11 Mil Mi-35P Hind. Vendu à la Serbie en janvier 2023. - Corée du Nord - Côte d'Ivoire 6 - Croatie | - Cuba - Érythrée - Éthiopie - Géorgie - Guinée équatoriale - Hongrie - Inde - Indonésie 6 - Irak 16 Mi-35M au 35e escadron d'attaque au 4 avril 2016 sur 20 reçus à partir de 2013 - Libye - Liban - Mali - Mongolie - Mozambique - Nicaragua - Niger 2 - Nigeria - Ouzbékistan - Pakistan 20 Mi-35 ont été commandés en novembre 2014 malgré des pressions sur la Russie notamment de la part de l'Inde. - Papouasie-Nouvelle-Guinée - Pérou 16 en 2012 | - Pologne - Allemagne de l'Est - République démocratique du Congo 3 - République tchèque 17 retiré le 16 octobre 2023, donnés à l'Ukraine - Russie 240 en service + 250 réserve - Rwanda 3 - Sénégal 5 Mi-35P - Serbie 8 Mi-35M + 11 Mi-35P ex-chypriote entrant en service à partir de septembre 2024 - Sierra Leone - Slovaquie - Sri Lanka - Syrie - Tadjikistan - Tchad - République tchèque - Ukraine 42 en 2012 - Vietnam - Yémen - Zimbabwe |

## Culture populaire
Le Hind est apparu dans plusieurs jeux vidéo :
- Digital Combat Simulator, qui met en scène un Mi-24 P
- Ace Combat: Assault Horizon
- Act of war: Direct action et son ads-on High treason
- ARMA II
- Battlefield 2 (extension "Forces Spéciales")
- Battlefield: Bad Company
- Battlefield: Bad Company 2
- Call of Duty 4: Modern Warfare
- Call of Duty: Black Ops, qui met en scène les premières versions du Hind.
- Call of Duty: Black Ops II
- Call of Duty: Ghosts
- Grand Theft Auto: Online connu sous le nom de "Savage"
- Metal Gear Solid
- Modern Warfare 2
- Call of Duty: Modern Warfare 3
- Red Crucible 2
- Rambo III sur megadrive
- STALKER: Shadow of Chernobyl (série), dans laquelle ils sont utilisés par l'armée contre les Stalkers.
- Wargame: AirLand Battle
- Wargame: European Escalation
- Wargame: Red Dragon
- War Thunder

Des recréations plus ou moins réussies du Hind sont apparues dans plusieurs films américains, l'une des exceptions étant Die Hard : Belle journée pour mourir, qui met en scène un véritable Hind. Les films d'origine russe mettent également en scène de véritables Hinds. Avalon, film japonais tourné en Pologne, a également bénéficié d'un Hind.